# Kloster Marienau
Das Kloster Marienau (lat.: Augia Sanctae Marie) war eine Zisterzienserinnenabtei in Breisach am Rhein, die 1525 während der Bauernkriege zerstört wurde.

## Geschichte

### Gründung
Da der Stiftungsbrief des Klosters nicht mehr erhalten ist, können sowohl sein Gründungsdatum als auch seine Stifter nicht genau bestimmt werden. Franz Xaver Krauss gibt an, dass Kloster sei angeblich 1123 von Herzog Berthold IV. von Zähringen gegründet worden, bleibt aber seine Quellen schuldig. Der verstorbene Freiburger Stadtarchivar Berent Schwineköper nennt für die Gründung hingegen das Jahr 1265 und sieht die Basler Bischöfe als Gründer.
In Aufzeichnungen des Lützeler Abtes Bernhard Buchinger aus dem Jahr 1667 wiederum werden die Markgrafen von Baden-Hachberg oder die Grafen von Freiburg als Gründer aufgeführt:

„Monasterium et Abbatia Augia Sancte Maria vulgo Marienawe; extra muros Brisacenses, in Diocesi Constantiensi, fundatur, quantum ex MSStis chartir conji? - cerelicet, ab alterutro, vel comite Friburgensi, vel Marchiore Hachbergensi, vel ab utrisque, incertum quo anno sub Lucellensium abbatum visitatione. Id anno 1525. Civer Brisacenses, rusticerum, tune per Alsatiam et Brisgoiam tumultuantium, complices, fade devagtatum, sa… Virginibus, sibi appropriaverunti,contra quos deinde, abbates Lucellenses, litem apud Regimen Austriacum, ideo intentarunt, quo adhuq indencisa pendet. Monum. Augie Sancte Marie Lucellenses.“
(„Kloster und Abtei zur Au der heiligen Maria, zu deutsch Marienawe, außerhalb der Mauern von Breisach, in der Diözese Konstanz, wird, soweit man aus den handschriftlichen Dokumenten schließen kann, vom einen oder anderen, nämlich entweder vom Grafen von Freiburg, oder dem Markgrafen von Hachberg, oder von beiden gegründet, unsicher in welchem Jahr, unter der Visitation der Äbte von Lützel. Dieses haben die Bürger Breisachs als Komplizen der Bauern, die damals durch das Elsass und den Breisgau Tumulte veranstalteten, bis zum Boden zerstört und das Einkommen der Jungfrauen sich angeeignet. Gegen sie strengten dann die Äbte von Lützel einen Prozess bei der Österreichischen Regierung an, der bisher unentschieden anhängig ist.“)
In einer weiteren Quelle aus dem Jahr 1720, die sich in etwa mit Buchinger deckt, steht:

„Augia Sancte Mariae, (Germanice Marien-Au) in Diaecesi Constantiens tractu Brisgoiae, extra Muros Brisacenses, sub Visitatione Lucellensi, Fundatores habuit vel Marchiones Hachbergenses, vel Comites Friburgenses, incertum tamen, quo anno fuerit constructum. Tempore Seditionis Rustcanae Cives Brisacenses Rusticorum partibus addicti, hoc Monasterium spoliatum, arque foedè devastatum ad profanos usus in fuum commodum Converrerunt, Abbatibus Lucellensibus litem de Restituendo illo apud Regimen Austriacum ne quidquam intentantibus.“
(„Marienau in der Diözese Konstanz und Bezirk Breisgau, außerhalb der Mauern von Breisach, unter der Visitation von Lützel, hatte als Gründer entweder die Markgrafen von Hachberg oder die Grafen von Freiburg, es ist aber unsicher, in welchem Jahr es errichtet wurde. Zur Zeit des Bauernaufstandes haben die Bürger von Breisach, die auf Seiten der Bauern standen, dieses Kloster plünderten, bis zum Boden zerstörten und zu ihrem Vorteil für profane Zwecke verwendet, wobei die Äbte von Lützel für seine Wiederherstellung bei der Österreichischen Regierung nicht das geringste erreichten.“)
Der Prager Pater Augustin Sartorio wusste 1708 Folgendes über das Kloster Marienau zu berichten:

„Ein Frauenkloster außerhalb der Stadt Breysach im Constanzer Bisthum / so entweder der Graf von Friburg oder der Marggraf von Hachberg (Baden-Hachberg) oder beide zusammen (unwissend in was für einem Jahr), unter der Visitation des Abbtes von Lützel fundieret. Anno 1525 wurde es im damaligen Bauern-Lerm verwüstet, die geistliche Jungfrauen von dannen verjaget und mithin solch Closter von der Breysacher Bürgerschaft gewaltthätiger Weise an sich gezogen: um dessen Recuperierung zwar der Abbt von gedachtem Lützel bey der oesterreichischen Regierung eifrig gearbeitet, den erzielten Erfolg finde aber nicht in Authore Fast. Lucell. p.150 2, aus welchem ich gegenwärtiges genommen.“.
Martin Hesselbacher, Leiter des Staatlichen Amts für Denkmalpflege in Freiburg, datiert in einer Veröffentlichung als erster das Gründungsdatum des Klosters in die Zeit um 1150:

„Das Cistercienserinnenkloster Marienau ist höchstwahrscheinlich schon vor der staufischen Stadtgründung - 1185, also etwa um 1150 gestiftet und am Fuße des Eckartsberges angelegt worden. Über das Aussehen dieses Klosters, das bereits 1525 dem Bau von Befestigungswerken weichen mußte, ist heute nichts mehr bekannt. Doch war das Kloster für Breisach von großer Bedeutung. Das heute im Münster aufgestellte Chorgestühl stammt noch aus Marienau.“
Darüber hinaus existiert im Kloster Lichtenthal eine Marienauer Handakte, die das Gründungsjahr ebenfalls mit 1150 angibt.
Obwohl also das genaue Gründungsdatum nicht bekannt ist, gibt es jedoch einige Fakten, die eine grobe zeitliche Einordnung zulassen. Das Mutterkloster Marienaus war nachweislich das Kloster Lützel im Oberelsass in der Grafschaft Pfirt an der Schweizer Grenze. Und ebendieses Kloster wurde selbst erst 1123 durch Bellevaux, eine in der Franche-Comté gelegene Tochter der Primarabtei Morimond, gegründet.
Hinzu kommt, dass der Bischof von Basel, Heinrich III. von Neuenburg-Erguel, die Zisterzienser 1265 um Aufnahme des Klosters in den Orden bat. Das Generalkapitel entsandte die Äbte von Tennenbach und Wachstatt bei Besançon (Lieu Croissant oder auch Trois Rois genannt) zur Prüfung und Befähigung vor Aufnahme. In den Statuten des Generalkapitels von 1265 heißt es dazu: „Inspectio abbatiae monialium Augiae sanctae Mariae iuxta Brisacum quem petit incorporari ordini episcopus Basiliensis de Loco crescente et de Porta cöli abbatibus committitur.“
(„Die Besichtigung der Nonnenabtei Marienau neben Breisach, deren Inkorporation in den Orden der Bischof von Basel erbittet, wird den Äbten von Lieu Croissant und Thennenbach anvertraut.“)

### Die frühen Jahre
In der Frühzeit Marienaus stachen besonders zwei Familien durch reiche Schenkungen an das Kloster hervor. Dabei handelte es sich zum einen um die Breisacher Patrizierfamilie Pforr und zum anderen um das Adelsgeschlecht derer von Rathsamhausen. So erließ Ritter Rudolf von Rathsamhausen der Äbtissin und dem Konvent Marienau am 31. Dezember 1270 alle Schulden und erklärte auch die Bürgen, die ihm hierfür gestellt worden waren, von allen Verbindlichkeiten frei. Desgleichen sollte ihnen auch das, was sie ihm vielleicht in Zukunft noch schuldig werden sollten, nach seinem Tod erlassen sein.
Dezember 31. Nouerint vniuersi presentem literam inspecturj/quod Ego Ruedolfus miles de Racenhusen/venerabiles in xpo. . Abbatissam et conuentum Augie Sancte Marie/absoluo/ab omnj debitorum solucione/in quibus michi iam tenentur/ fideiussores etiam/michi pro eisdem datos/protestans liberos de soluendo/Ceterum si deinceps de bonis meis/ per mutuum siue per alium quemcunque modum/ me valente quicquam receperint/ et de hoc ad reddendum fuerint obligate/ volo et protestor presentibus/ ut post/ mortem meam/ ipsis libere cedat/ quicquid exinde remanserit insolutum/ Et ut prelibata robur obtineant firmitatis/ Sigilla Burgensium de Brisaco/ et meum presentibus sunt appensa/ Actum et datum Brisaci/ presentibus/ Hiltebrando Sculteto, Gunthero de Ansolzthen/ ChuonR(at) de Reno/ Ruedegero de Buezzenshe(im)/ et/ Ruedegero Monetario/ ChuonR(at) de Hostat/ Burchardo papa/ HenR(icus) dicto Schatan et/ walthero ze dem Rueste/ Anno domini/ M/ CC/ LXXj/ pridie kal Januarij.
Doch trotz solcher Schenkungen hatte das Kloster offenbar finanzielle Schwierigkeiten, denn im Jahr 1283 verfügten die Äbte der Klöster Bellevaux und Lützel, dass Marienau während der kommenden sechs Jahre aus Mangel an Vermögen keine Klosterfrauen aufnehmen dürfe:
Nos frater P. de Bellavalle et nos frater C. de Lucela abbates ordinis Cisterciensis, Bisuntinensis et Basiliensis diocesis, universis has litteras inspecturis salutem in domino sempiternam. Cum ex regimine pastoralis officii licet indigne nobis inpositi et conmissi cunctis nobis subiectis, ne in deterius labantur, immo pocius ut ad prospera proficiant, teneamur, in quantum ipse a quo bona cuncta procedunt dederit, providere: notum sit omnibus, quos nosse oportunum fuerit, per presentes, quod nos provida deliberacione habita pro conmuni utilitate filie nostre, domus Augee sancte Marie juxta Brisacum, monialium ordinis nostri, ne ipsa domus nimietate personarum opressa in desperationis baratrum laberetur, sponsionem sacramentalem atque corporalem per posicionem manuum super regulam recepimus a singulis monialibus spontaneis non coactis, ut infra spatium sex annorum nullam personam recepiant ad regularem habitum vel convictum, donec numerus iam receptarum personarum adeo fuerit inminutus, ut heedem de proprio vivere possint et mendicitatis ruborem valeant devitare.
(„Wir, Bruder P. von Bellevaux und Bruder C. (Conrad "Prudentia" 12. Abt) von Lützel, Äbte des Zisterzienserordens, haben zum allgemeinen Nutzen unserer Tochter, dem Haus Au der heiligen Maria bei Breisach, Nonnen unseres Ordens, damit dieses Haus nicht durch eine Überzahl von Personen in das Grab der Hoffnungslosigkeit falle, ein eidliches und körperliches Versprechen durch das Auflegen der Hände auf die Regel von allen einzelnen Nonnen, freiwillig und nicht gezwungen entgegengenommen, dass sie innerhalb eines Zeitraums von sechs Jahren keine einzige Person zur Einkleidung oder zum Gemeinschaftsleben aufnehmen, bis die Zahl der bereits aufgenommenen Personen derart vermindert ist, dass diese vom eigenen Gut leben können.“)
Später aber folgten zahlreiche Schenkungen Breisacher Bürger und Anwohner umliegender Siedlungen und Städte, deren Töchter im Kloster als Nonnen lebten, und so dafür sorgten, dass die Abtei im Laufe der Jahre ein beträchtliches Vermögen ansammeln konnte.

### Schauplatz im Oberrheinischen Städtekrieg
1367 war das Kloster Marienau Schauplatz eines blutigen Kampfes im Zuge des sogenannten Oberrheinischen Städtekrieges. Während eines Streits der Stadt Freiburg mit ihrem Grafen Egino III. belagerten Freiburger Truppen mit Hilfe von Basler, Neuenburger, Kenzingener und Breisacher Bürgern die Stadt Endingen, in der sich der Graf verschanzt hatte. Als aber Truppen zur Unterstützung Eginos anrückten, flohen die Belagerer in Richtung Breisach. Die Freiburger Grafen und ihre Verbündeten verfolgten sie bis an das Obertor des Marienauer Klosters und konnten sie dort stellen. In dem sich anschließenden Kampf kamen mehr als 90 Prozent der einstigen Belagerer um.
In den Basler Chronik steht dazu:

Anno domini 1367 jor wart die burg zuo Friburg gebrochen von den von Friburg wider iren herren groff Egen von Friburg. In dem selben jore zugend die von Friburg für Endingen, mit den von Basel, Nuwenburg, Brisach und Kentzingen; wan der her von Susenberg was groff Egen helfer, grof Egen sin widerhelfer, und worend zuo Endingen ouch enthalten, und worend alle do. Do santend die herren usser her Gerhart von Endingen ein ritter, zuo werben an ir herren und frunt umb hilff; die ouch komend. Do das die stet vernomend vor der stat, do brochend sú fruege uff und woltend hein ziechen; und wart inen so not, das sú baner, zelt und ander gezug ston liessend. Do das die herren in dem slossz vernomend und ouch sochend ir helff komen, do brochend sú ussz dem slossz und iltend den stetten noch, bis gon Brisach zuo dem Obertor in das frowencloster, und ersluogend und fiengend sú, das der 10. nit hein kam.

### Zerstörung
Im Gegensatz zur Gründung ist das Ende dieser reichen Abtei während der Bauernkriege im Jahr 1525 durch mehrere Berichte gut dokumentiert.
Die Abtei wurde gewaltsam durch ihren eigenbestellten Schirmvogt, also der Stadt Breisach, innerhalb von 24 Stunden zerstört und dem Erdboden gleichgemacht. Ihr Vermögen sowie alle greifbaren Liegenschaften wurden von der Stadt beschlagnahmt. Darüber entbrannte ein erbitterter Rechtsstreit mit dem Mutterkloster in Lützel. Mit Duldung des Reiches verstand es Breisach geschickt, jeden Restituierungsversuch seitens des Zisterzienserordens zu vereiteln. Den Nonnen wurde Zusammenarbeit mit dem Feind vorgeworfen. So sei erst im letzten Moment verhindert worden, dass die Zisterzienserinnen einem Bauernhaufen Einlass in die Stadt gewährten. In der Tat darf als gesichert angesehen werden, dass einige Nonnen dem reformierten Glauben anhingen, aber auch in der Stadt selbst gab es reformatorische Kräfte. 

## Beschreibung
Die Klosteranlage bestand aus einem Konventgebäude, der Klosterkirche „Unserer Lieben Frau zu Marienau“, in der ein Marienheiligtum verehrt wurde, Wohnhäuser für Handwerker und Bedienstete sowie Gärten und Fischweihern. Das gesamte Anwesen war von einer Mauer umfriedet.
Protas Gsell schreibt in seiner Geschichte der Stadt Breisach:

„Marienau hatte eine massiv erbaute Kirch und Kloster, dies Kloster war groß, die Einkünfte nicht klein. Landauf war der sogenannte Auwald, er war dem Kloster eigen daher zu mutmaßen, daß dies Kloster desswegen Marienau genannt wurde. Unterhalb des Eckartsberges hatte dasselbe viel Rebgelände in dem Breisacher Bann, viele Äcker u. Wiesen, auch in der Landschaft Breisgau, Zinshöfe u. viele Gülten. […] Nicht nur hatte dies Kloster nebst dem weitläufig anliegend gehabten großen Garten verschiedene Wohnhäuser für die benötigten Handwerker anbei, auch ein schönes Gasthaus für Fremde und Freunde zu beherrbergen…“
Daneben behauptet er, das Kloster habe eine Länge von drei Kilometern besessen.

## Standort

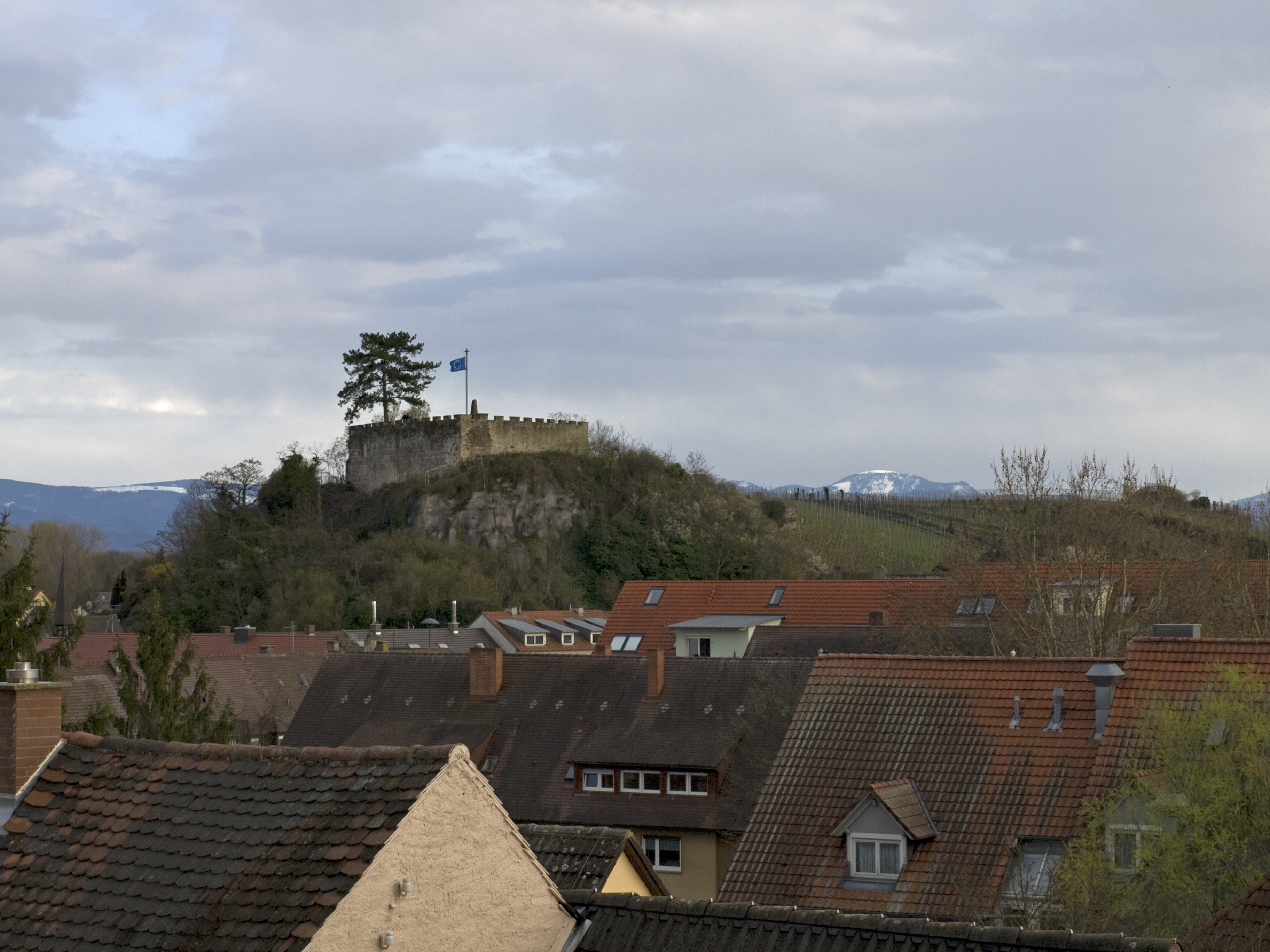
Eckartsberg, vom Kaisersberg ausgesehen

Günther Haselier vermutete die Marienau im sogenannten Spitalbereich (das heutige Schongauergymnasium), also am nördlichen Felsabhang des Eckartsberges, und gründete seine Annahme auf die folgenden zwei Umstände:
Im Marienauer Güterbuch wird am westlichen Eckartsberg ein größeres Gehöft genannt. Der dazugehörige Eintrag lautet: „Item zwey hüser under ein tach (Dach), un(d) ein keylr (Keller) dar unde (darunter) vn(d) eine witten hoff stoßt zuo alleorten an de(n) eckersberg (Eckartsberg), de lange weg hin vn(d) zwen keyler (Keller) in den eckersberg vn(d) 1 Trotte, vn(d) ein große schüre (Scheune) stoßt vorne an die ziegelgasse an alle orte, ein sitt nebe der fademacherin, an der sit nebe mathis wöscher, vn(d) hinde uß ein gärtli uff eine sit nebe hans Jörge, vu(n) dem eine huse vn(d) gärtli git der alt Schaffner 1 Pfund, 3 Schilling rappe.“
Als zweites stützte sich Haselier auf die Sage mit dem sogenannten Nonnenpförtlein – auf dem Eckartsberg gelegene Mauerreste eines Spitzbogenportals –, durch das die Nonnen 1525 den feindlichen Bauern durch eine Türe Einlass in die Stadt gewährt haben sollen, was inzwischen aber widerlegt ist.
Tatsächlich befand sich an dem von Haselier bestimmten Ort ein großer Klosterhof von Marienau. Die Keller dieses Gehöfts sind heute noch vermauert am Platz hinter der Breisacher Spitalkirche im Felsen des Eckartsberges vorhanden. Es handelte sich bei der Anlage aber nicht um das Kloster selbst, obwohl dort seit 1945 ein Straßenschild irrtümlich die Marienau bezeichnet. Aufzeichnungen in den Jahrbüchern der Dominikaner von Colmar berichten von einem Rheinhochwasser am 4. August 1302, welches das Kloster Marienau unter Wasser setzte. Hätte es tatsächlich an der von Haselier vermuteten Stelle gestanden, so hätte die gesamte Unterstadt von Breisach und das Land zwischen Schwarzwald und Vogesen überflutet worden sein müssen. Weder Mensch noch Tier wären am Leben geblieben. Wenn die Aufzeichnungen Protas Gsells der Wahrheit entsprechend, nenn sie einen weiteren Grund, weswegen die Lage des Klosters im Spitalbereich als unwahrscheinlich einzustufen ist: Es gab dort nicht ausreichend Platz für ein Kloster mit drei Kilometern Länge.
Pantaleon Rosmann, Stadtpfarrer am Breisacher Münster, vermutete das Kloster auf dem Eckartsberg. Grundlage seiner Standortbestimmung waren die auf dem Berg befindlichen Mauerreste des Nonnenpförtleins, die sich heute noch in der alten Breisacher Festungsmauer befinden. Doch gemäß den Statuten des Generalkapitels des Zisterzienserordens kam dieser Platz für ein Kloster nicht in Frage. Diese schrieben vor, Capitua 9.2: „In Städten, befestigten Orten und Dörfern dürfen keine Klöster gebaut werden“. Von den einst 697 Klöstern der Zisterzienser stand nicht eines auf einem Berg. Zwar gab es einige wenige Beispiel von Anlage an Abhängen im Gebirge, doch vor allem befanden sie sich in waldigen Tälern und Sümpfen.
Ein solches Tal ist die große Au in Breisach, gelegen im Delta der Möhlin am Eckartsberg und am Rhein. Eine in Paris von Getrudis Hassler gefundene Zeichnung mit der Bezeichnung „Vue de la Ville Brisach“ aus der Zeit um 1570 zeigt den bisher wahrscheinlichsten Standort. Eine Stelle rechts des Eckartberges am Rand der großen Au entspricht als einziger Platz den Ordensstatuten der Zisterzienser, war doch unabdingbare Voraussetzung die Lage an einem Gewässer, und bot genügend Raum für ein große Klosterareal. Gestützt wird diese Annahme durch die Beschreibung des Klosters durch den Chronisten Protas Gsell in seiner Geschichte der Stadt Breisach, in der er schrieb, das Kloster Marienau habe hinter dem Eckartsberg gestanden, wo jetzt der Rhein seinen Talgang habe. Gsell verfasste die Chronik im Franziskanerkloster von Breisach. Von dort aus kann der Ausdruck „hinter dem Eckartsberg“ als „südlich des Eckartsberges“ gedeutet werden, also in der Ebene am Rande der großen Au.
Berent Schwineköper platzierte die Klosteranlage an den heutigen Breisacher Neutorplatz. Er stützte seine Annahme des Klosterstandortes hauptsächlich auf den Friedhof und die Gebeine, die im Bereich der Breisacher Sparkasse am Neutorplatz gefunden wurden. Es ist durchaus möglich, dass sich dort der Klosterfriedhof befunden hat, doch auch an dieser Stelle fehlte ein Bach, der für ein Zisterzienserkloster zwingend war, da er zum Antrieb von Mühlen und Gewerken gebraucht wurde.

## Äbtissinnen
Folgende Äbtissinnen der Marienau lassen sich nach Urkunden des Klosters nachweisen:
- Berchte von Reinau, 1283
- Berchta, Äbtissin 1284 (Bertha abbattissa totusque conventus monasterii Augie sancte Marie juxta Brisacum 1284)
- Bertha von Rufach, 1285 (swester Berchte von Rufach, ebtischin des klosters Sant Marien owe bi Brisach des ordens von Zitels 1285)
- Katharina, Äbtissin 1291
- Berchte von Rufach, Äbtissin 1301
- M…, Äbtissin 1304
- Berchta, Äbtissin 1317/19
- Schwester Berchta, Äbtissin 1323
- Katharine, Äbtissin 1324
- Katharina, Äbtissin 1329
- Katharina von Pforr, Äbtissin 1331
- Katharina, Äbtissin 1333
- Katharina von Pforre, Äbtissin 1336
- Agnes, Äbtissin 1341
- Agnes, Äbtissin 1353
- Agnes Erbe, Äbtissin 1357
- Agnes, Äbtissin 1361, Schwester der Frau Katherina Schilling, Bürgerin zu Breisach
- Anna von Amoltern, Äbtissin 1399
- Klara Würmlin aus Colmar, Äbtissin 1413 (erwähnt in zwei Urkunden von 1364)
- Klara (Klaranna), Äbtissin 1415
- Agatha, Äbtissin 1464
- Anna, Äbtissin 1472
- Ursula Stüdlin von Basel, (Ursele Studlin von Basel) Äbtissin 1491–1501
- Lucia Sterck oder Störkin (Luczig Sterkin), Äbtissin 1504–1525, starb am Freitag nach Pfingsten

Obwohl Urkunden über das Kloster Marienau vernichtet oder verloren gegangen sind, existieren summarische Hinweise, die über seine Äbtissinnen Auskunft geben. Zwölf von ihnen sind namentlich bekannt und stammten alle aus dem vornehmsten elsässischen Adel, jedoch fehlen bisher die Daten ihrer Amtszeit und Details aus dem Leben dieser Marienauer Prälatinnen. Sr. Maria Mafalda listet die zwölf Frauen auf, ohne jedoch ihre Quellen preiszugeben:
Richardis von Andlau
Die Baronesse entstammte dem uralten elsässischen Adelsgeschlecht von Andlau, mit Stammburg südlich von Barr. Es wurde bereits 1150 urkundlich erwähnt und existiert heute noch. Die Andlauer gehörten nach den Quaternionen der Reichsverfassung zu den vier Erbrittern des Heiligen Römischen Reiches. Die Äbtissin sollte nicht mit ihrer Namensverwandten, der Heiligen Richardis von Andlau, verwechselt werden.
Trudindis von Escher
Über Trudindis von Escher und ihre Herkunft ist noch nichts bekannt. Es gibt jedoch in der Schweiz ein adeliges Geschlecht, das sich von Escher nennt.
Odilia von Mörsperg
Die Gräfin entstammte einer Adelsfamilie mit Stammschloss im oberelsässischen Mörsperg (französisch: Morimont). Bereits im 11. Jahrhundert erwähnt, erlosch sie im Jahr 1686. In einer neueren Chronik des Klosters Lichtenthal wird die Familie als traditionell im Dienst der Markgrafen von Baden oder deren Verwandtschaft, den Habsburgern am Oberrhein, stehend beschrieben.
Adelheid von Baden
Die Markgräfin Adelheid von Baden war vor 1263 Äbtissin in Marienau. Ihre Familie ist heute der älteste noch existierende Hochadel in Europa. Adelheid starb am 18. August 1295 als sechste Äbtissin des Klosters Lichtenthal. Offenbar hatte sie der dortige Konvent zu seiner neuen Äbtissin gewählt, während sie noch das Marienauer Äbtissinnenamt innehatte, woraufhin sie von dort nach Lichtenthal entsandt wurde.
Maria von Mömpelgard
Über die Gräfin ist als Äbtissin bisher noch nichts bekannt. Ihre Familie, die Grafen von Mömpelgard oder ältere Schreibart Mümpelgard (französisch: Montbéliard) wurden zu den Magnaten des Reiches, also dem Hochadel gerechnet.
Hedwiga von Hohenberg
Diese Äbtissin entstammte der Familie der Grafen von Hohenberg, die 1170 erstmals urkundlich Erwähnung finden und deren Stammburg sich in der heutigen Gemeinde Deilingen im Landkreis Tuttlingen befand. Sie waren eine Linie der Grafen von Zollern und hatten das Erbschenkenamt des Klosters Reichenau und der Abtei St. Gallen inne.
Elsabetha von Lichtenberg
Elsabetha von Lichtenberg entstammte dem einstmals mächtigsten Dynastengeschlecht des Elsass und wurde offenbar wie Adelheid von Baden von der Marienau nach Lichtenthal entsandt, um dort als achte Äbtissin von 1310 bis 1320 den Stab zu führen. Lichtenthals Chronik sagt über sie: "Ein Fraw von Geschlecht und Tugendten Edel, ist dem Gotteshauß wohl und nutzlich vorgestanden."
Eugenia von Landsberg und Hildegardis von Landsberg
Freifrau Eugenias und Freifrau Hildegardis’ Familie war eines der bedeutendsten Geschlechter am Oberrhein, das die Sage neben den von Andlau, von Fleckenstein und von Rathsamhausen zu den vier "Landesrittern" zählte. Urkundlich wird die Familie erstmals 1144 in einer Urkunde Herzog Friedrichs II. von Schwaben erwähnt.
Relindis von Rathsamhausen
Über die Freifrau ist nichts bekannt. Ihre Familie gilt jedoch vor allem in der Frühzeit Marienaus neben der Breisacher Patrizierfamilie von Pforr als die bedeutendsten Stifter des Klosters. Das edelfreie Geschlecht wurde 1127 urkundlich erstmals erwähnt und hatte seine Stammburg im gleichnamigen Dorf bei Ottrott im Elsass. In den Freiherrenstand erhoben starb es 1828 aus.
Irminhildis von Rappoltstein
Auch über diese Gräfin ist bisher nichts bekannt. Der Sage nach sollen die Rappoltsteiner von den Herzögen von Spoleto in Italien abstammen und sich der Familienname von Rock-Spoletin ableiten.
Margaretha von Baden
Margaretha von Baden ist wohl die schillerndste Gestalt unter den Marienauer Prälatinnen. Sie stand dem Marienauer Kloster bis 1477 vor, ehe sie als dritte Frau in diesem Amt nach Lichtenthal postuliert wurde und dort als 20. Äbtissin bis zu ihrem Tod im Jahr 1496 regierte.